# Miliardi di tappeti di capelli
Miliardi di tappeti di capelli (Die Haarteppichknüpfer) è un romanzo di fantascienza del 1995, romanzo d'esordio di Andreas Eschbach.
Un prequel del romanzo pubblicato nel 2001, intitolato Quest, è inedito in italiano.
Miliardi di tappeti di capelli è stato pubblicato in italiano per la prima volta nel 2001 nella collana Solaria.

## Trama
Il racconto tratta della storia di una vera e propria casta "privilegiata" di fabbricanti di tappeti dalle dimensioni all'incirca 2 metri per 2 metri che essi tessono, impiegando l'intero arco di una vita, con i capelli delle proprie mogli, concubine e figlie, tramandando dal padre al figlio maschio questa attività che sta al confine tra l'artigianale e il religioso, eseguita a maggior gloria dell'Imperatore di tutto l'universo conosciuto; i manufatti vengono consegnati al fine di addobbare il palazzo dell'Imperatore. In questa società quasi medievale, il ruolo dei singoli è fissato sin dalla nascita, e su di essi veglia la figura divina ed imperscrutabile dell'Imperatore, immortale, inarrivabile e da cui dipende ogni cosa del creato. Lentamente nel corso del romanzo si dipana una trama complessa e coinvolgente, in cui brevi episodi, apparentemente slegati dal contesto generale fanno da viatico e da perno alla narrazione generale, contribuendo ad affascinare e trascinare il lettore verso la sorprendente conclusione.